# Saint-Jean (Haute-Garonne)
Pour les articles homonymes, voir Saint-Jean.
Saint-Jean est une commune française, située dans le nord-est du département de la Haute-Garonne, en région Occitanie.
Sur le plan historique et culturel, la commune est dans le Pays toulousain, qui s’étend autour de Toulouse le long de la vallée de la Garonne, bordé à l’ouest par les coteaux du Savès, à l’est par ceux du Lauragais et au sud par ceux de la vallée de l’ Ariège et du Volvestre. Exposée à un climat océanique altéré, elle est drainée par la Sausse, le ruisseau de Pichounelle et par divers autres petits cours d'eau. La commune possède un patrimoine naturel remarquable composé d'une zone naturelle d'intérêt écologique, faunistique et floristique.
Saint-Jean est une commune urbaine qui compte 11 239 habitants en 2022, après avoir connu une forte hausse de la population depuis 1962. Elle est dans l'agglomération toulousaine et fait partie de l'aire d'attraction de Toulouse. Ses habitants sont appelés les Saint-Jeannais ou  Saint-Jeannaises.

## Géographie

### Localisation
La commune de Saint-Jean se trouve dans le département de la Haute-Garonne, en région Occitanie.
Elle se situe à 8 km à vol d'oiseau de Toulouse, préfecture du département
La commune fait en outre partie du bassin de vie de Toulouse.
Les communes les plus proches sont : 
Rouffiac-Tolosan (1,6 km), L'Union (1,9 km), Castelmaurou (2,5 km), Saint-Geniès-Bellevue (2,5 km), Montrabé (3,0 km), Lapeyrouse-Fossat (3,1 km), Launaguet (4,0 km), Saint-Loup-Cammas (4,1 km).
Sur le plan historique et culturel, Saint-Jean fait partie du pays toulousain, une ceinture de plaines fertiles entrecoupées de bosquets d'arbres, aux molles collines semées de fermes en briques roses, inéluctablement grignotée par l'urbanisme des banlieues.
Saint-Jean est limitrophe de cinq autres communes.
Les communes limitrophes sont  Castelmaurou, L'Union, Montrabé, Rouffiac-Tolosan et Saint-Geniès-Bellevue.
| Saint-Geniès-Bellevue | Castelmaurou |                  |
|                       | Saint-Jean   | Rouffiac-Tolosan |
| L’Union               |              | Montrabé         |

### Géologie et relief
La superficie de la commune est de 594 hectares ; son altitude varie de 145  à   211 mètres.

### Hydrographie

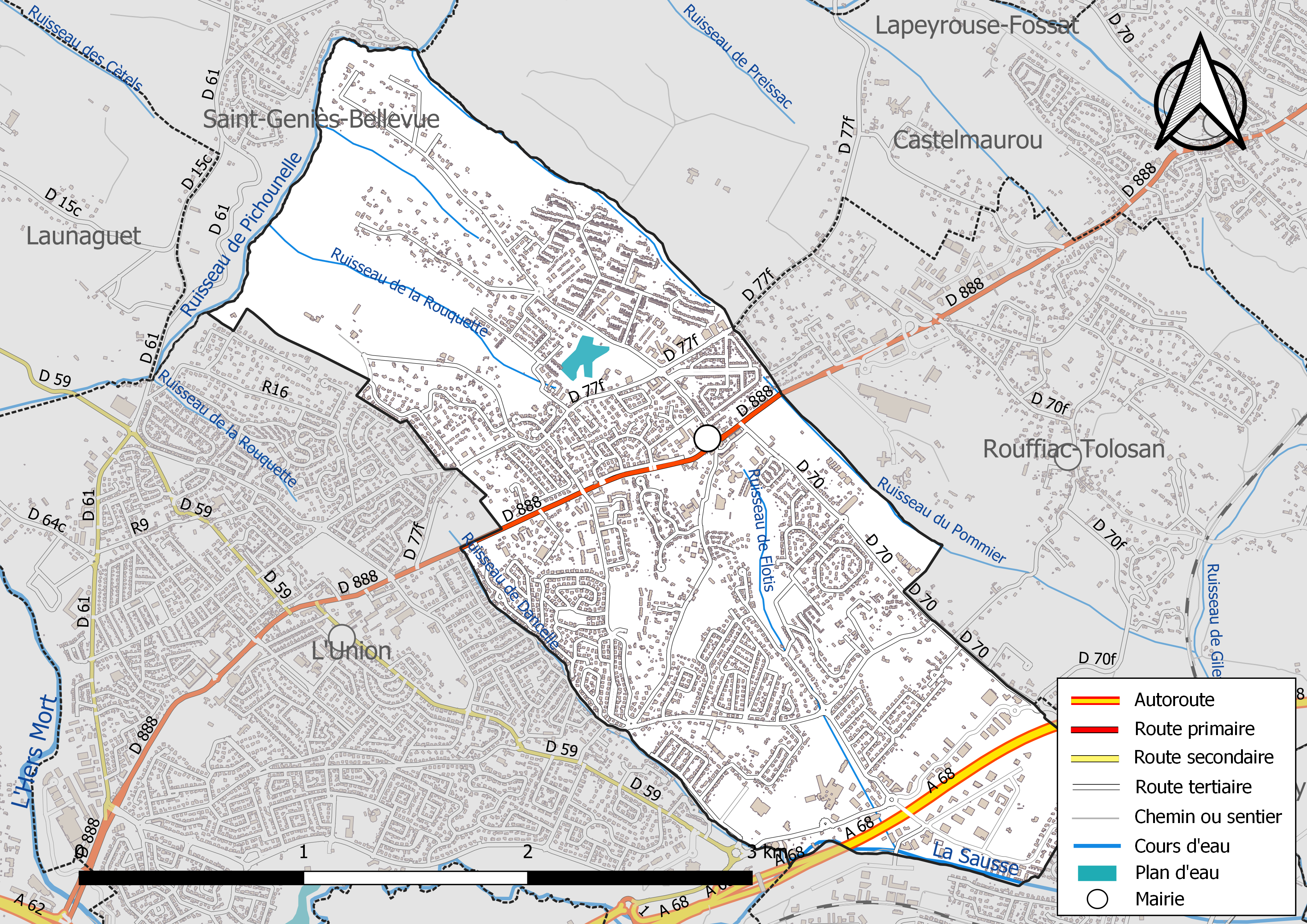
Réseaux hydrographique et routier de Saint-Jean.

La commune est dans le bassin de la Garonne, au sein du bassin hydrographique Adour-Garonne. Elle est drainée par la Sausse, le ruisseau de Pichounelle, le ruisseau de Dancelle, le ruisseau de Flotis, le ruisseau de la Rouquette, le ruisseau du Pommier et par deux petits cours d'eau, constituant un réseau hydrographique de 8 km de longueur totale,.
La Sausse, d'une longueur totale de 22,1 km, prend sa source dans la commune de Lanta et s'écoule du sud-est vers le nord-ouest. Elle traverse la commune et se jette dans l'Hers-Mort à Toulouse, après avoir traversé 11 communes.

### Climat
Pour des articles plus généraux, voir Climat de l'Occitanie et Climat de la Haute-Garonne.
En 2010, le climat de la commune est de type climat du Bassin du Sud-Ouest, selon une étude s'appuyant sur une série de données couvrant la période 1971-2000. En 2020, Météo-France publie une typologie des climats de la France métropolitaine dans laquelle la commune est exposée à un climat océanique altéré et est dans la région climatique Aquitaine, Gascogne, caractérisée par une pluviométrie abondante au printemps, modérée en automne, un faible ensoleillement au printemps, un été chaud (19,5 °C), des vents faibles, des brouillards fréquents en automne et en hiver et des orages fréquents en été (15 à 20 jours).
Pour la période 1971-2000, la température annuelle moyenne est de 13,2 °C, avec une amplitude thermique annuelle de 16 °C. Le cumul annuel moyen de précipitations est de 735 mm, avec 9,4 jours de précipitations en janvier et 5,4 jours en juillet. Pour la période 1991-2020, la température moyenne annuelle observée sur la station météorologique la plus proche, située sur la commune de Blagnac à 10 km à vol d'oiseau, est de 14,2 °C et le cumul annuel moyen de précipitations est de 627,0 mm,. Pour l'avenir, les paramètres climatiques de la commune estimés pour 2050 selon différents scénarios d’émission de gaz à effet de serre sont consultables sur un site dédié publié par Météo-France en novembre 2022.

### Milieux naturels et biodiversité

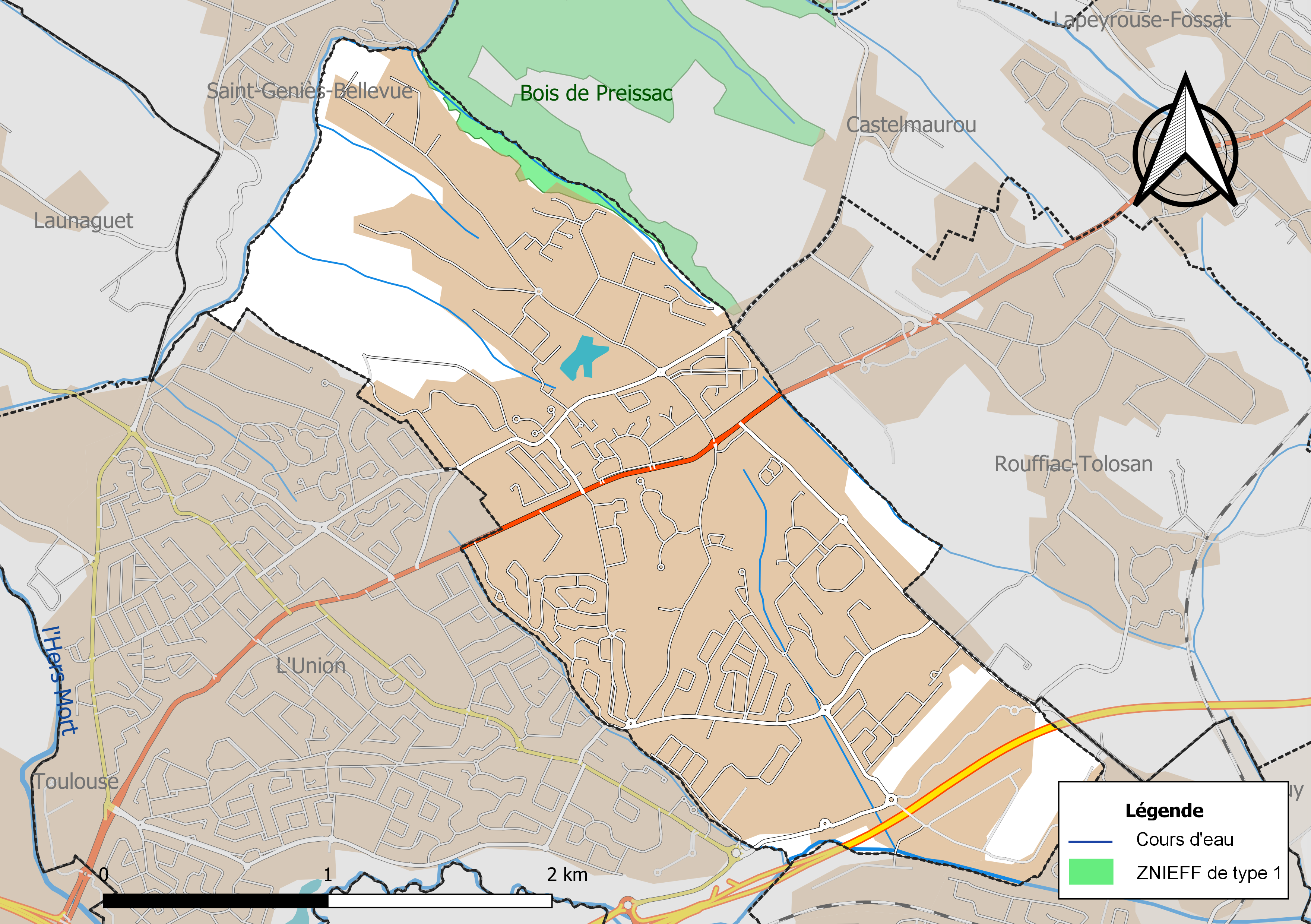
Carte de la ZNIEFF de type 1 localisée sur la commune.

L’inventaire des zones naturelles d'intérêt écologique, faunistique et floristique (ZNIEFF) a pour objectif de réaliser une couverture des zones les plus intéressantes sur le plan écologique, essentiellement dans la perspective d’améliorer la connaissance du patrimoine naturel national et de fournir aux différents décideurs un outil d’aide à la prise en compte de l’environnement dans l’aménagement du territoire.
Une ZNIEFF de type 1 est recensée sur la commune :
le « bois de Preissac » (107 ha), couvrant 4 communes du département.

## Urbanisme

### Typologie
Au 1er janvier 2024, Saint-Jean est catégorisée grand centre urbain, selon la nouvelle grille communale de densité à sept niveaux définie par l'Insee en 2022.
Elle appartient à l'unité urbaine de Toulouse, une agglomération inter-départementale regroupant 81  communes, dont elle est une commune de la banlieue,,. Par ailleurs la commune fait partie de l'aire d'attraction de Toulouse, dont elle est une commune du pôle principal,. Cette aire, qui regroupe 527 communes, est catégorisée dans les aires de 700 000 habitants ou plus (hors Paris),.

### Occupation des sols

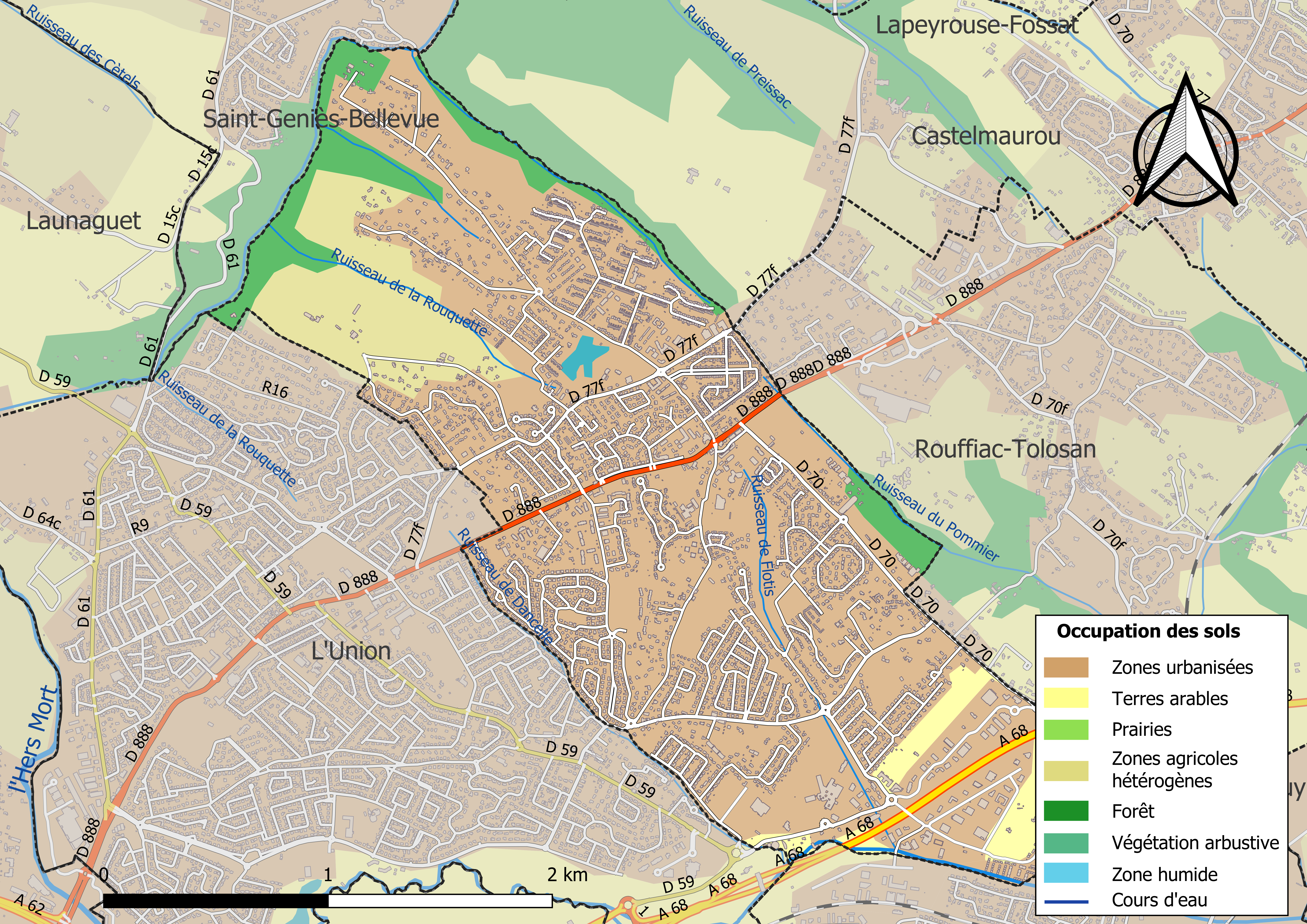
Carte des infrastructures et de l'occupation des sols de la commune en 2018 (CLC).

L'occupation des sols de la commune, telle qu'elle ressort de la base de données européenne d’occupation biophysique des sols Corine Land Cover (CLC), est marquée par l'importance des territoires artificialisés (81,5 % en 2018), en augmentation par rapport à 1990 (58 %). La répartition détaillée en 2018 est la suivante : 
zones urbanisées (75,6 %), zones agricoles hétérogènes (7,6 %), forêts (6,7 %), zones industrielles ou commerciales et réseaux de communication (5,9 %), terres arables (4,3 %). L'évolution de l’occupation des sols de la commune et de ses infrastructures peut être observée sur les différentes représentations cartographiques du territoire : la carte de Cassini (XVIIIe siècle), la carte d'état-major (1820-1866) et les cartes ou photos aériennes de l'IGN pour la période actuelle (1950 à aujourd'hui).

### Voies de communication et transports

#### Voies de communication
Accès par la route : l'autoroute A68 sortie no 1, ou le périphérique de Toulouse Est, sortie no 14 et par la route nationale 88.

#### Transports
La ligne 42 du réseau Tisséo relie la clinique de L'Union et les quartiers sud de la commune à la station Borderouge du métro de Toulouse, la ligne 43 relie la clinique de L'Union à la station Argoulets, la ligne 68 relie les quartiers sud de la commune à la station Balma - Gramont depuis Castelmaurou, la ligne 73 relie le quartier Lestang et le centre de la commune à la station Borderouge, la ligne 76 relie les quartiers nord de la ville à la station Argoulets depuis Lapeyrouse-Fossat, et la ligne 355 du réseau liO Arc-en-Ciel relie la commune à la gare routière de Toulouse ou à la station Borderouge depuis Villemur-sur-Tarn.

### Risques majeurs
Le territoire de la commune de Saint-Jean est vulnérable à différents aléas naturels : météorologiques (tempête, orage, neige, grand froid, canicule ou sécheresse), inondations et séisme (sismicité très faible). Un site publié par le BRGM permet d'évaluer simplement et rapidement les risques d'un bien localisé soit par son adresse soit par le numéro de sa parcelle.
Certaines parties du territoire communal sont susceptibles d’être affectées par le risque d’inondation par débordement de cours d'eau, notamment la Sausse. La commune a été reconnue en état de catastrophe naturelle au titre des dommages causés par les inondations et coulées de boue survenues en 1982, 1996, 1999, 2003 et 2009,.

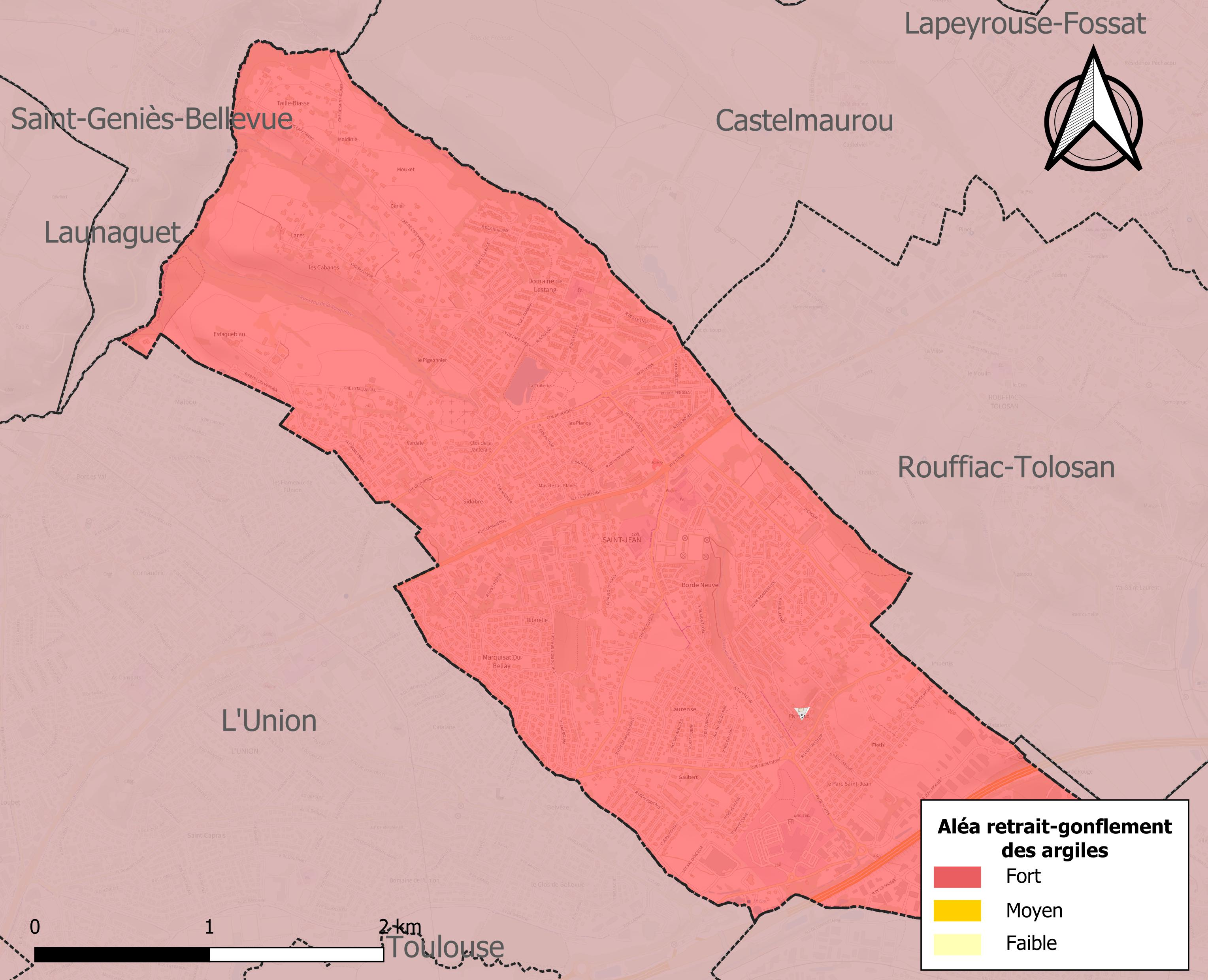
Carte des zones d'aléa retrait-gonflement des sols argileux de Saint-Jean.

Le retrait-gonflement des sols argileux est susceptible d'engendrer des dommages importants aux bâtiments en cas d’alternance de périodes de sécheresse et de pluie. La totalité de la commune est en aléa moyen ou fort (88,8 % au niveau départemental et 48,5 % au niveau national). Sur les 3 477 bâtiments dénombrés sur la commune en 2019, 3 476 sont en aléa moyen ou fort, soit 100 %, à comparer aux 98 % au niveau départemental et 54 % au niveau national. Une cartographie de l'exposition du territoire national au retrait gonflement des sols argileux est disponible sur le site du BRGM,.
Par ailleurs, afin de mieux appréhender le risque d’affaissement de terrain, l'inventaire national des cavités souterraines permet de localiser celles situées sur la commune.
Concernant les mouvements de terrains, la commune a été reconnue en état de catastrophe naturelle au titre des dommages causés par la sécheresse en 1989, 1993, 1997, 1998, 2003, 2011, 2012, 2016, 2017, 2019 et 2020 et par des mouvements de terrain en 1999.

## Toponymie
L'origine du nom de Saint-Jean remonte, semble-t-il, au XIIe siècle. Il est attaché au lieu de prière fondé par les Hospitalier de l'ordre de Saint-Jean de Jérusalem sur des terres qu'ils exploitaient au lieu-dit « Estaquebiau », hameau actuel de la commune.
Sous l'Ancien Régime, deux paroisses, Belbèze-lès-Toulouse (appelée aussi Belbèze) et Lacournandrie (appelée aussi La Cornaudric), installées de part et d'autre du « grand chemin » d'Albi, se partageaient l'actuelle étendue des communes de Saint-Jean et de L’Union.
En 1790, ces deux paroisses donnent naissance à deux communes que le directoire du département de la Haute-Garonne décide de fusionner par un arrêté en date du 16 frimaire an II (6 décembre 1793). Les conseils municipaux devant se tenir dans l'église Saint-Jean-de Kyrié-Éleyson, la commune reçoit ce nom.
Le 20 nivôse an II (9 janvier 1794), le conseil se réunit pour adopter le nouveau nom de la commune : L'Union.
En 1868, le hameau de Saint-Jean acquiert son autonomie et le statut de commune.
En occitan, le nom de la commune est Sent Joan le Vièlh.
Ses habitants sont appelés les Saint-Jeannais.

## Politique et administration

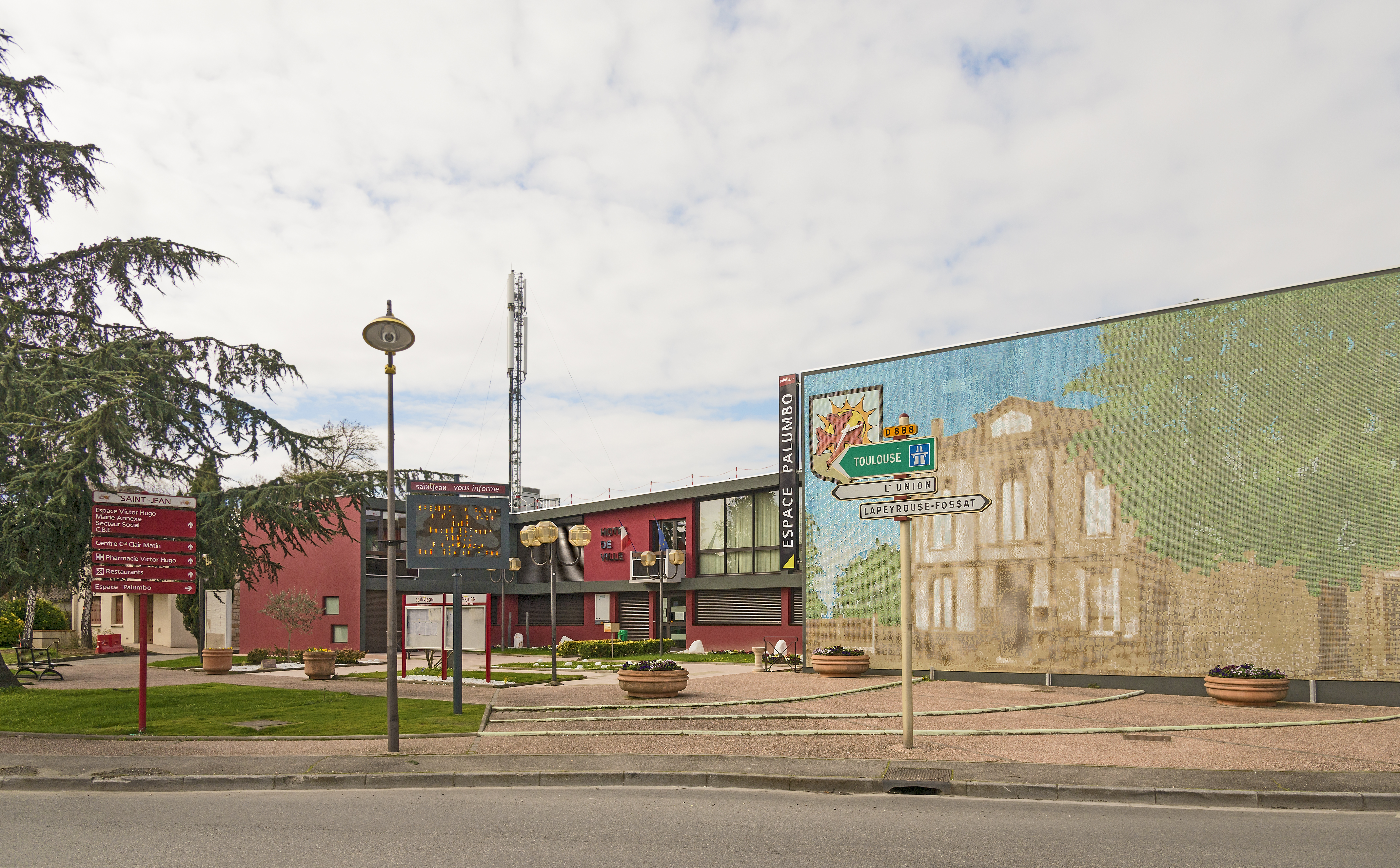
L'Hotel de Ville.

### Administration municipale
Le nombre d'habitants au recensement de 2017 étant compris entre 10 000 habitants et 19 999 habitants, le nombre de membres du conseil municipal pour l'élection de 2020 est de trente-trois,.

### Rattachements administratifs et électoraux
Commune faisant partie de la deuxième circonscription de la Haute-Garonne.

### Tendances politiques et résultats
Depuis 1999, un conseil municipal des jeunes a été mis en place.

### Jumelage
- Fontanafredda (Italie)

## Population et société

### Démographie
L'évolution du nombre d'habitants est connue à travers les recensements de la population effectués dans la commune depuis 1866. Pour les communes de plus de 10 000 habitants les recensements ont lieu chaque année à la suite d'une enquête par sondage auprès d'un échantillon d'adresses représentant 8 % de leurs logements, contrairement aux autres communes qui ont un recensement réel tous les cinq ans,.

En 2022, la commune comptait 11 239 habitants, en évolution de +4,71 % par rapport à 2016 (Haute-Garonne : +8,02 %, France hors Mayotte : +2,11 %).
| 1866 | 1872 | 1876 | 1881 | 1886 | 1891 | 1896 | 1901 | 1906 |
| ---- | ---- | ---- | ---- | ---- | ---- | ---- | ---- | ---- |
| 358  | 351  | 344  | 317  | 337  | 333  | 320  | 314  | 327  |

| 1911 | 1921 | 1926 | 1931 | 1936 | 1946 | 1954 | 1962 | 1968  |
| ---- | ---- | ---- | ---- | ---- | ---- | ---- | ---- | ----- |
| 313  | 288  | 305  | 320  | 369  | 413  | 467  | 650  | 1 887 |

| 1975  | 1982  | 1990  | 1999  | 2006  | 2011   | 2016   | 2021   | 2022   |
| ----- | ----- | ----- | ----- | ----- | ------ | ------ | ------ | ------ |
| 4 787 | 6 512 | 7 168 | 8 362 | 9 339 | 10 281 | 10 733 | 11 243 | 11 239 |

| selon la population municipale des années : | 1968 | 1975 | 1982 | 1990 | 1999 | 2006 | 2009 | 2013 |
| Rang de la commune dans le département      | 35   | 15   | 15   | 17   | 15   | 16   | 15   | 15   |
| Nombre de communes du département           | 592  | 582  | 586  | 588  | 588  | 588  | 589  | 589  |

### Santé
Centre communal d'action sociale, maison des solidarités du conseil général de Haute-Garonne et de  nombreuses associations santé.

### Enseignement
Saint-Jean fait partie de l'académie de Toulouse.
La commune abrite trois écoles primaires :
- École Élémentaire Joséphine Baker
  - anciennement École Élémentaire de Preissac
- École Maternelle Joséphine Baker
  - anciennement École Maternelle de Preissac
- École Primaire Marie-Louise Dissard
  - anciennement École Élémentaire du Centre
    - École Maternelle du Centre

  - anciennement École Élémentaire Belbèze mixte 1
    - École Élémentaire Belbèze miste 2
    - École Maternelle de Belbèze

  - anciennement École Primaire de la Mairie
- Marcel Langer
  - anciennement École Primaire de Bordeneuve

Elle possède également un collège nommé Romain Rolland.

### Manifestations culturelles et festivités
Spectacle, chant, école de musique et de nombreuses associations,

### Sports
Plusieurs infrastructures permettent la pratique de sport divers (Gymnase Alex Jany (anciennement Gymnase du Collège Romain Rolland), Gymnase René Cassin, Dojo claire Matin, Terrain Roger Pujol (anciennement Terrain d'honneur), Terrain Domus). Clubs de judo, handball, badminton, escalade, gymnastique, football, basket-ball, handisport et de nombreuses associations sportives.

### Écologie et recyclage
La collecte et le traitement des déchets des ménages et des déchets assimilés ainsi que la protection et la mise en valeur de l'environnement se font dans le cadre de la métropole de Toulouse Métropole.

## Économie

### Revenus
En 2018  (données Insee publiées en septembre 2021), la commune compte 4 868 ménages fiscaux, regroupant 10 995 personnes. La médiane du revenu disponible par unité de consommation est de 25 160 € (23 140 € dans le département). 62 % des ménages fiscaux sont imposés (55,3 % dans le département).

### Emploi
|                | 2008  | 2013  | 2018  |
| -------------- | ----- | ----- | ----- |
| Commune        | 5,6 % | 7,6 % | 8,4 % |
| Département    | 7,7 % | 9,6 % | 9,3 % |
| France entière | 8,3 % | 10 %  | 10 %  |

En 2018, la population âgée de 15 à 64 ans s'élève à 6 528 personnes, parmi lesquelles on compte 79,4 % d'actifs (71,1 % ayant un emploi et 8,4 % de chômeurs) et 20,6 % d'inactifs,. Depuis 2008, le taux de chômage communal (au sens du recensement) des 15-64 ans est inférieur à celui de la France et du département.
La commune fait partie du pôle principal de l'aire d'attraction de Toulouse,. Elle compte 3 881 emplois en 2018, contre 3 974 en 2013 et 3 402 en 2008. Le nombre d'actifs ayant un emploi résidant dans la commune est de 4 729, soit un indicateur de concentration d'emploi de 82,1 % et un taux d'activité parmi les 15 ans ou plus de 59,1 %.
Sur ces 4 729 actifs de 15 ans ou plus ayant un emploi, 770 travaillent dans la commune, soit 16 % des habitants. Pour se rendre au travail, 81,6 % des habitants utilisent un véhicule personnel ou de fonction à quatre roues, 10,1 % les transports en commun, 6,4 % s'y rendent en deux-roues, à vélo ou à pied et 1,8 % n'ont pas besoin de transport (travail au domicile).

### Activités hors agriculture

#### Secteurs d'activités
1 105 établissements sont implantés  à Saint-Jean au 31 décembre 2019. Le tableau ci-dessous en détaille le nombre par secteur d'activité et compare les ratios avec ceux du département,.
| Secteur d'activité                                                                                        | Commune | Commune | Département |
| Secteur d'activité                                                                                        | Nombre  | %       | %           |
| --- | ------- | ------- | ----------- |
| Ensemble                                                                                                  | 1 105   | 100 %   | (100 %)     |
| Industrie manufacturière, industries extractives et autres                                                | 50      | 4,5 %   | (5,7 %)     |
| Construction                                                                                              | 89      | 8,1 %   | (12 %)      |
| Commerce de gros et de détail, transports, hébergement et restauration                                    | 198     | 17,9 %  | (25,9 %)    |
| Information et communication                                                                              | 38      | 3,4 %   | (4,1 %)     |
| Activités financières et d'assurance                                                                      | 55      | 5 %     | (3,8 %)     |
| Activités immobilières                                                                                    | 52      | 4,7 %   | (4,2 %)     |
| Activités spécialisées, scientifiques et techniques et activités de services administratifs et de soutien | 217     | 19,6 %  | (19,8 %)    |
| Administration publique, enseignement, santé humaine et action sociale                                    | 330     | 29,9 %  | (16,6 %)    |
| Autres activités de services                                                                              | 76      | 6,9 %   | (7,9 %)     |

Le secteur de l'administration publique, l'enseignement, la santé humaine et l'action sociale est prépondérant sur la commune puisqu'il représente 29,9 % du nombre total d'établissements de la commune (330 sur les 1105 entreprises implantées  à Saint-Jean), contre 16,6 % au niveau départemental.

#### Entreprises et commerces
Les cinq entreprises ayant leur siège social sur le territoire communal qui génèrent le plus de chiffre d'affaires en 2020 sont : 
- Clinique De L'union, activités hospitalières (63 059 k€)
- Dancel, hypermarchés (27 366 k€)
- Menguy's, commerce de gros (commerce interentreprises) alimentaire spécialisé divers (25 486 k€)
- LVL Medical Sud-Ouest, location et location-bail d'autres biens personnels et domestiques (11 548 k€)
- Sodex, vente par automates et autres commerces de détail hors magasin, éventaires ou marchés n.c.a. (11 131 k€)

### Agriculture
|               | 1988 | 2000 | 2010 | 2020 |
| ------------- | ---- | ---- | ---- | ---- |
| Exploitations | 14   | 4    | 1    | 2    |
| SAU (ha)      | 161  | 44   | 30   | 6    |

La commune est dans le Lauragais, une petite région agricole occupant le nord-est du département de la Haute-Garonne, dont les coteaux portent des grandes cultures en sec avec une dominante blé dur et tournesol. En 2020, l'orientation technico-économique de l'agriculture  sur la commune est l'élevage d'équidés et/ou d' autres herbivores. Deux exploitations agricoles ayant leur siège dans la commune sont dénombrées lors du recensement agricole de 2020 (14 en 1988). La superficie agricole utilisée est de 6 ha,,.

## Culture locale et patrimoine

### Lieux et monuments
- L'église Saint-Jean-Baptiste

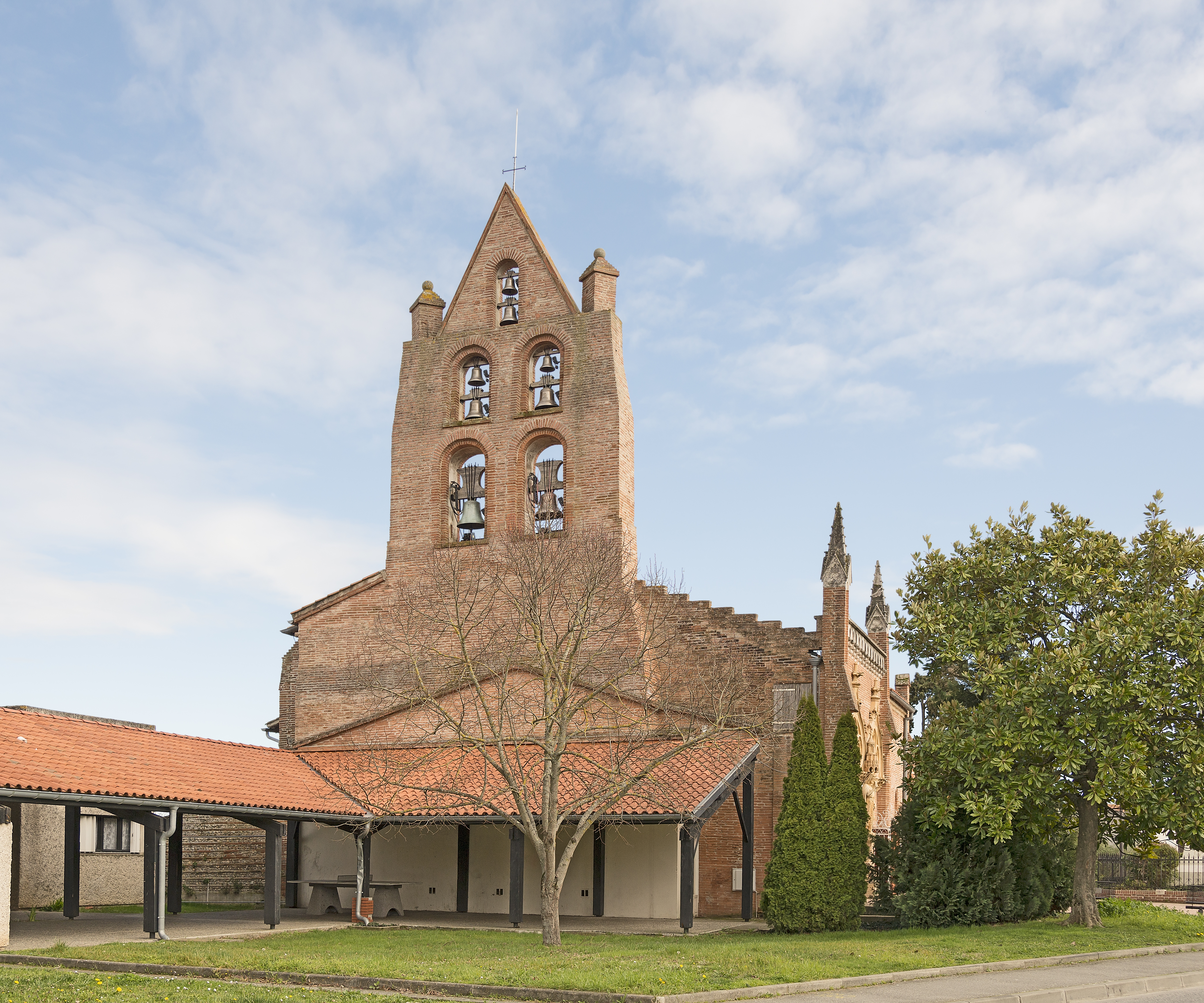
Le clocher-mur.
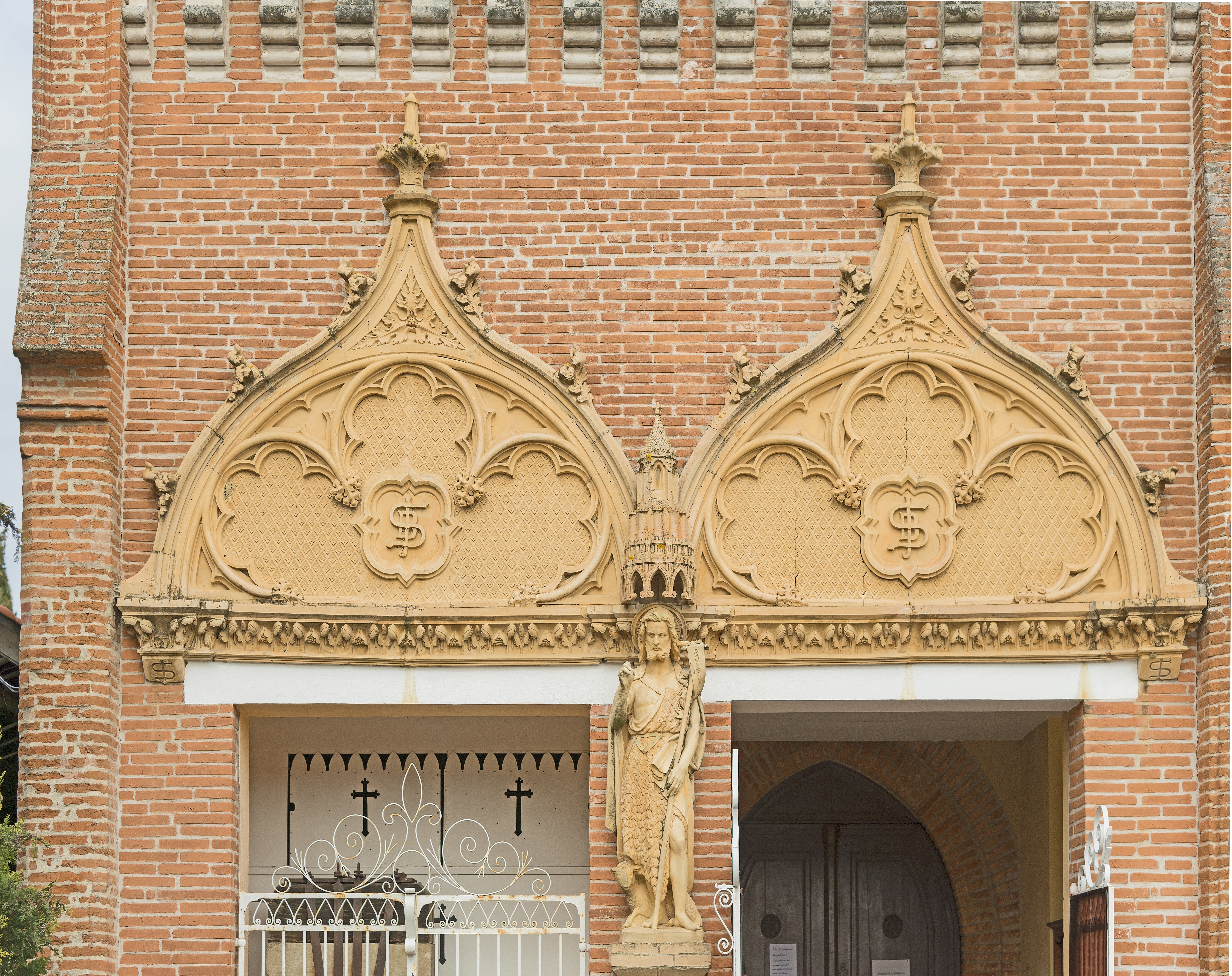
Le porche avec les terres cuites de Gaston Virebent.
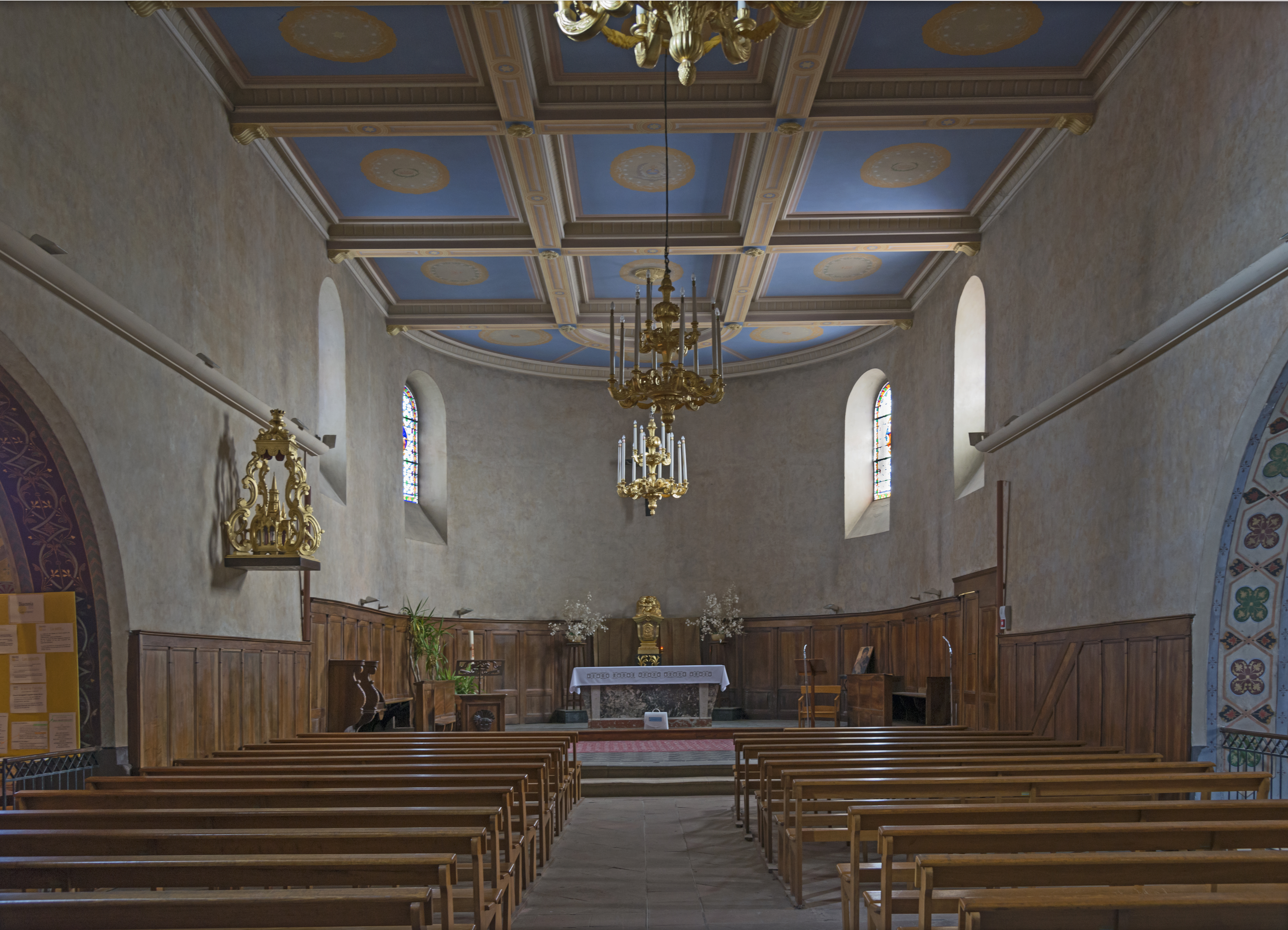
Vue de l'intérieur de l'église.

### Personnalités liées à la commune
- Alfred Jeanroy

### Héraldique
| Saint-Jean | Son blasonnement est : De gueules au comble abaissé à dextre d'argent, au soleil non figuré de sinople avec sa couronne rayonnante d'argent brochant sur le tout et à la croix pattée de huit pointes pommetées du champ, déportée à dextre et brochant sur l'ensemble. (Source : Mairie) |

## Pour approfondir